# Adrian Cashmore
Adrian Richard Cashmore (Tokoroa, 23 luglio 1973) è un ex rugbista a 15 neozelandese, utility back di Blues, Chiefs e, in Europa, Ospreys.

## Biografia
Cresciuto nelle giovanili dell'unione rugbistica di Bay of Plenty, esordì per la prima squadra di tale formazione nel campionato provinciale neozelandese del 1992; dopo due stagioni e 10 incontri passò alla provincia rugbistica di Auckland e, nel 1996, prese parte al neonato Super 12 professionistico nelle file della franchise cittadina dei Blues, vincendone le prime due edizioni.
Tra il 1996 e il 1997 disputò anche due incontri per gli All Blacks, il primo durante il tour della Scozia in Australasia e il secondo durante il Tri Nations 1997 contro l'Australia valido per la Bledisloe Cup di quell'anno, entrambi vinti; successivamente, la perdita di interesse nei suoi confronti da parte dello staff della Nazionale lo portò ad accettare un ingaggio in Giappone nel 2000, ai Toyota Verblitz, club in cui rimase quattro stagioni.
Tornato in Nuova Zelanda nel 2004, ivi disputò due stagioni di nuovo nel Bay of Plenty e nella collegata franchise di Super Rugby dei Chiefs, finché nel 2005 si trasferì in Galles nelle file degli Ospreys in Celtic League con un contratto biennale; alla fine della sua prima stagione in Europa, tuttavia, Cashmore annunciò il suo ritiro dalle competizioni a causa di un'ernia del disco.

## Palmarès
- Super Rugby: 2
Auckland Blues: 1996, 1997
- National Provincial Championship: 2
Auckland: 1996, 1999